# Johan Botha
Johan Botha, född den 10 januari 1974, är en sydafrikansk före detta friidrottare som tävlade i medeldistanslöpning.
Botha deltog vid Olympiska sommarspelen 1996 i Atlanta på 800 meter och slutade sjua i sin semifinal vilket inte räckte för en plats i finalen. Hans stora genombrott kom när han vid inomhus-VM 1999 blev guldmedaljör på tiden 1.45,47. Vid VM utomhus samma år i Sevilla blev han åter utslagen i semifinalen. 
Han deltog även vid Olympiska sommarspelen 2000 där han trots tiden 1.45,49 fick se sig utslagen i semifinalen. Hans sista internationella mästerskap blev inomhus-VM 2001 där han sltuade tvåa bakom Jurij Borzakovskij.

## Personligt rekord
- 800 meter - 1.43,91